# Lijst van Arthroleptidae
Onderstaand een lijst van alle soorten kikkers uit de familie Arthroleptidae. De lijst is gebaseerd op Amphibian Species of the World.
- Soort Arthroleptis adelphus
- Soort Arthroleptis adolfifriederici
- Soort Arthroleptis affinis
- Soort Arthroleptis anotis
- Soort Arthroleptis aureoli
- Soort Arthroleptis bioko
- Soort Arthroleptis bivittatus
- Soort Arthroleptis brevipes
- Soort Arthroleptis carquejai
- Soort Arthroleptis crusculum
- Soort Arthroleptis fichika
- Soort Arthroleptis formosus
- Soort Arthroleptis francei
- Soort Arthroleptis hematogaster
- Soort Arthroleptis kidogo
- Soort Arthroleptis krokosua
- Soort Arthroleptis kutogundua
- Soort Arthroleptis lameerei
- Soort Arthroleptis langeri
- Soort Arthroleptis loveridgei
- Soort Arthroleptis mossoensis
- Soort Arthroleptis nguruensis
- Soort Arthroleptis nikeae
- Soort Arthroleptis nimbaensis
- Soort Arthroleptis nlonakoensis
- Soort Arthroleptis palava
- Soort Arthroleptis perreti
- Soort Arthroleptis phrynoides
- Soort Arthroleptis poecilonotus
- Soort Arthroleptis pyrrhoscelis
- Soort Arthroleptis reichei
- Soort Arthroleptis schubotzi
- Soort Arthroleptis spinalis
- Soort Arthroleptis stenodactylus
- Soort Arthroleptis stridens
- Soort Arthroleptis sylvaticus
- Soort Arthroleptis taeniatus
- Soort Arthroleptis tanneri
- Soort Arthroleptis troglodytes
- Soort Arthroleptis tuberosus
- Soort Arthroleptis variabilis
- Soort Arthroleptis vercammeni
- Soort Arthroleptis wahlbergii
- Soort Arthroleptis xenochirus
- Soort Arthroleptis xenodactyloides
- Soort Arthroleptis xenodactylus
- Soort Arthroleptis zimmeri
- Soort Astylosternus batesi
- Soort Astylosternus diadematus
- Soort Astylosternus fallax
- Soort Astylosternus laticephalus
- Soort Astylosternus laurenti
- Soort Astylosternus montanus
- Soort Astylosternus nganhanus
- Soort Astylosternus occidentalis
- Soort Astylosternus perreti
- Soort Astylosternus ranoides
- Soort Astylosternus rheophilus
- Soort Astylosternus schioetzi
- Soort Cardioglossa alsco
- Soort Cardioglossa annulata
- Soort Cardioglossa congolia
- Soort Cardioglossa cyaneospila
- Soort Cardioglossa elegans
- Soort Cardioglossa escalerae
- Soort Cardioglossa gracilis
- Soort Cardioglossa gratiosa
- Soort Cardioglossa inornata
- Soort Cardioglossa leucomystax
- Soort Cardioglossa manengouba
- Soort Cardioglossa melanogaster
- Soort Cardioglossa nigromaculata
- Soort Cardioglossa occidentalis
- Soort Cardioglossa oreas
- Soort Cardioglossa pulchra
- Soort Cardioglossa schioetzi
- Soort Cardioglossa trifasciata
- Soort Cardioglossa venusta
- Soort Leptodactylodon albiventris
- Soort Leptodactylodon axillaris
- Soort Leptodactylodon bicolor
- Soort Leptodactylodon blanci
- Soort Leptodactylodon boulengeri
- Soort Leptodactylodon bueanus
- Soort Leptodactylodon erythrogaster
- Soort Leptodactylodon mertensi
- Soort Leptodactylodon ornatus
- Soort Leptodactylodon ovatus
- Soort Leptodactylodon perreti
- Soort Leptodactylodon polyacanthus
- Soort Leptodactylodon stevarti
- Soort Leptodactylodon ventrimarmoratus
- Soort Leptodactylodon wildi
- Soort Leptopelis anchietae
- Soort Leptopelis anebos
- Soort Leptopelis argenteus
- Soort Leptopelis aubryi
- Soort Leptopelis aubryioides
- Soort Leptopelis bequaerti
- Soort Leptopelis bocagii
- Soort Leptopelis boulengeri
- Soort Leptopelis brevipes
- Soort Leptopelis brevirostris
- Soort Leptopelis bufonides
- Soort Leptopelis calcaratus
- Soort Leptopelis christyi
- Soort Leptopelis concolor
- Soort Leptopelis crystallinoron
- Soort Leptopelis cynnamomeus
- Soort Leptopelis fenestratus
- Soort Leptopelis fiziensis
- Soort Leptopelis flavomaculatus
- Soort Leptopelis gramineus
- Soort Leptopelis grandiceps
- Soort Leptopelis jordani
- Soort Leptopelis karissimbensis
- Soort Leptopelis kivuensis
- Soort Leptopelis lebeaui
- Soort Leptopelis mackayi
- Soort Leptopelis macrotis
- Soort Leptopelis marginatus
- Soort Leptopelis millsoni
- Soort Leptopelis modestus
- Soort Leptopelis mossambicus
- Soort Leptopelis mtoewaate
- Soort Leptopelis natalensis
- Soort Leptopelis nordequatorialis
- Soort Leptopelis notatus
- Soort Leptopelis occidentalis
- Soort Leptopelis ocellatus
- Soort Leptopelis oryi
- Soort Leptopelis palmatus
- Soort Leptopelis parbocagii
- Soort Leptopelis parkeri
- Soort Leptopelis parvus
- Soort Leptopelis ragazzii
- Soort Leptopelis rufus
- Soort Leptopelis spiritusnoctis
- Soort Leptopelis susanae
- Soort Leptopelis uluguruensis
- Soort Leptopelis vannutellii
- Soort Leptopelis vermiculatus
- Soort Leptopelis viridis
- Soort Leptopelis xenodactylus
- Soort Leptopelis yaldeni
- Soort Leptopelis zebra
- Soort Nyctibates corrugatus
- Soort Scotobleps gabonicus
- Soort Trichobatrachus robustus